# Baiacu fahaka
O Baiacu Fahaka (Do Árabe: فهقة), tambem conhecido por Baiacu do Nilo, Peixe Globo, Baiacu Lineatus (Tetraodon lineatus), é um baiacu dulcícola encontrado no Rio Nilo e outras bacias hidrográficas da África.

## Characteristics

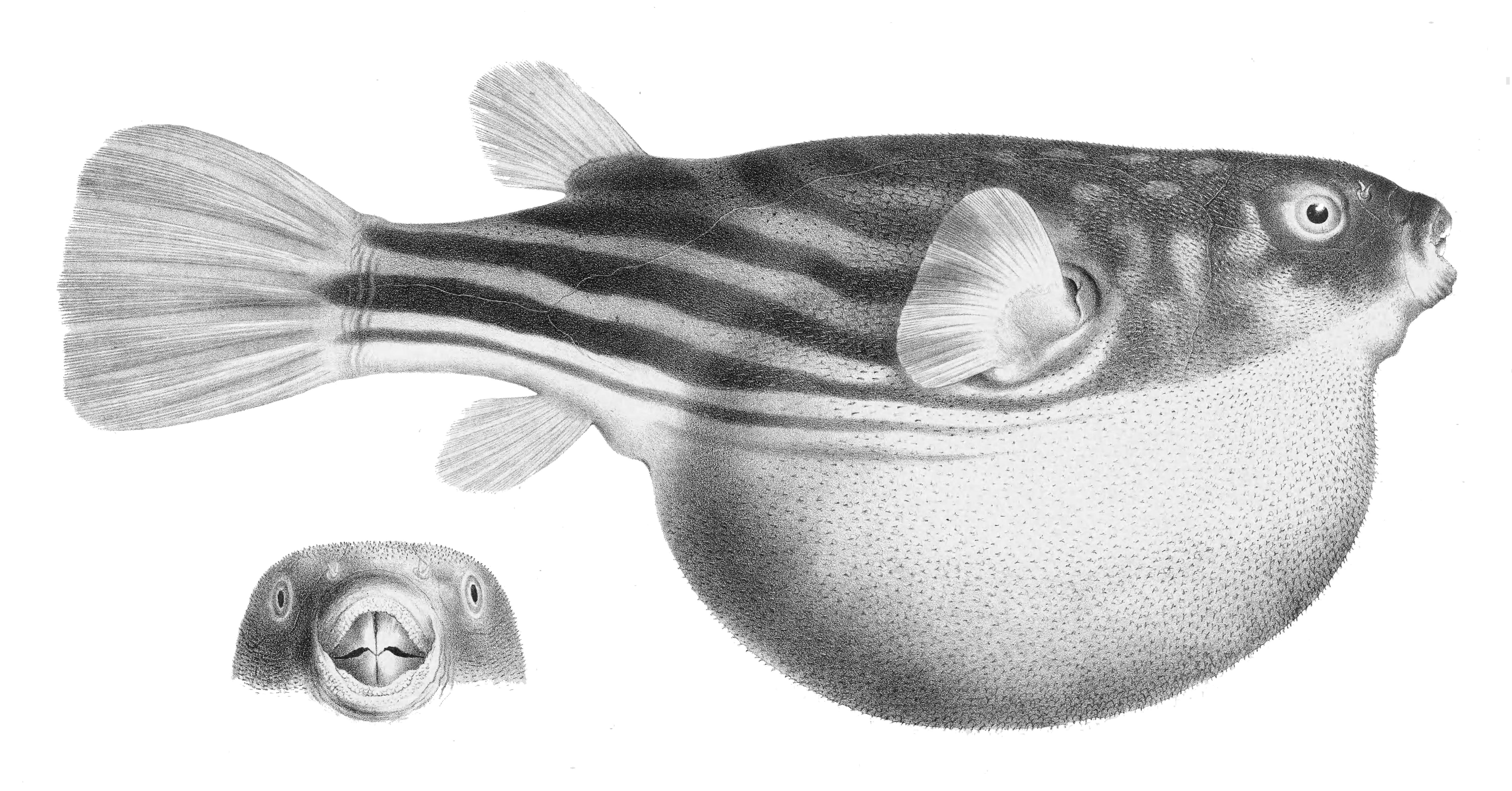
Baiacu lineatus.

Baiacu Fahaka cresce até 43 cm (17-18"). Como todos os baiacus ele tem a habilidade quando ameaçado e secreta o veneno chamado Tetrodotoxina. Fahaka pufferfish, como outros moluscívoros, alimentam-se principalmente de organismos bênticos o que inclui mexilhões, berbigões, ostras e krill. Eles são encontrados tipicamente em grandes rios, águas abertas, bancos de algas e margens de vegetação em água variando de 24°C - 26°C.